# Tingberget

Tingberget är en stadsdel i Kungsbacka med äldre hyreshus och villor.